# Dirección de Sanidad Conjunta
La Dirección de Sanidad Conjunta es un organismo superior del Estado Mayor Conjunto de las Fuerzas Armadas con la misión de asesorar y asistir al jefe del Estado Mayor Conjunto en sanidad militar conjunta y coordinar las direcciones generales de sanidad de cada Fuerza.

## Reseña
Fue resuelto crear este organismo superior por resolución 1304/2000 del Ministerio de Defensa. Bajo su órbita se halla el Laboratorio Farmacéutico Conjunto para la producción y abastecimiento de las Fuerzas Armadas de la Nación.

## Organización
- Dirección de Sanidad Conjunta. Asiento: Edificio Libertador (CABA).
  - Laboratorio Farmacéutico Conjunto. Asiento: El Palomar y Caseros (BA).
  - Centro de Salud Conjunto de Veteranos de Malvinas. Asiento: Palermo (CABA).
  - Centro de Salud Mental Conjunta.
  - Junta Superior de Reconocimientos Médicos Conjunta.